# Oncidium wentworthianum
Oncidium wentworthianum là một loài phong lan có ở México tới El Salvador.